# Psicopatologia della vita quotidiana
Psicopatologia della vita quotidiana (tedesco: Zur Psychopathologie des Alltagslebens) è un'opera di Sigmund Freud la cui prima edizione originaria risale al 1901. In seguito l'autore ha dato alle stampe delle edizioni successive aggiornate e integrate con nuovi contenuti, fino all'edizione definitiva (la decima) edita nel 1924.

## Caratteristiche
Inizialmente apparso all'interno della rivista berlinese Monatsschrift für Psychiatrie und Neurologie, questo libro si contraddistingue preminentemente per la grande varietà di esempi pratici riportati sia da Freud che da altri suoi eminenti colleghi durante lo svolgimento della loro attività medica. La trattazione dell'argomento viene quindi presentata sulla base di osservazioni realmente sperimentate, piuttosto che preferire l'approfondimento teorico che lo stesso Freud svilupperà in altre sue opere successive. Inoltre buona parte del materiale da cui l'autore attinge deriva dalla propria autoanalisi, ovvero Freud applica su se stesso i procedimenti e le tecniche tipiche del trattamento psicoanalitico nello stesso modo con cui curò i suoi pazienti.

## L'opera
L'opera analizza e descrive gli atti mancati e le cosiddette azioni sintomatiche e casuali, che differiscono dagli atti mancati per l'assenza del pretesto costituito da un'intenzione cosciente, raffrontandoli con i sintomi e le manifestazioni tipiche dei soggetti affetti da nevrosi. 
Disfunzioni mnestiche come la dimenticanza di nomi, di frasi, di parole straniere, e la formazione di "falsi ricordi"; i lapsus (verbali, di lettura, di scrittura); la dimenticanza di impressioni e di propositi, le sbadataggini e gli errori, rappresentano tutta una serie di accadimenti quotidiani in cui una persona "normale" incorre di sovente in modo inintenzionale e senza prestarvi particolare attenzione. Freud osservò che questi "inconvenienti", ritenuti perlopiù frutto di casualità o disattenzione, hanno origine dalle medesime "forze psichiche" che sono alla base dello sviluppo delle nevrosi: pensieri o propositi rimossi nel subconscio cercano di imporsi contro la coscienza, riuscendo a esprimersi completamente o almeno in parte proprio attraverso la "perturbazione" che provoca l'atto mancato o l'azione sintomatica in questione. Si pensi ad esempio all'incitamento "vi invito a 'ruttare' alla salute del nostro capo" (cioè confondendo anstoßen con aufstoßen) esclamato durante un brindisi, all'inavvertita rottura o dimenticanza di un oggetto, oppure al cambio di programma durante un viaggio a causa della coincidenza del treno persa. 
Sarà più facile accorgersi e riconoscere il proprio errore commesso quanto meno inammissibile per la coscienza è il contenuto rimosso, altrimenti una intensa negazione può anche richiedere un lungo e complesso procedimento psicoanalitico. I processi mentali sono quindi gli stessi sia che si tratti di persone sane che di soggetti nevrotici, la differenza sta nel fatto che nei nevrotici questi sintomi pregiudicano la loro vita sociale e professionale, mentre nei soggetti sani hanno solo una influenza nelle prestazioni psichiche meno importanti.
Freud dedica l'ultimo capitolo dell'opera alla credenza nel caso e alla superstizione, affermando che alla loro base vi è un meccanismo di proiezione indirizzata verso un dato accadimento nel mondo esterno. L'autore esprime un'analogia tra il comportamento superstizioso e quello paranoico.